# Nefertkau II
Nefertkau II là một quý bà Ai Cập cổ đại, vợ của Hoàng tử Khufukhaf I, con trai của pharaoh Khufu.
Nefertkau và Khufukhaf có rất nhiều con, trong đó có hai con trai tên Wetka và Iuenka, cũng như một cô con gái giấu tên. Cả hai con trai Wetka và Iuenka đều xuất hiện trong lăng mộ của Khufukhaf và Nefertkau cùng với giấy cói. Cả hai đều được trao danh hiệu con trai của nhà vua. Một cô con gái giấu tên được miêu tả đằng sau cha mẹ đang ngồi trong sảnh bên trong của mastaba. Có thể một cái tên của Khufukhaf II là con trai thứ ba của Khufukhaf I và Nefertkau.

## Mộ
Nefertkau được chôn cất tại G 7130 tại Giza nằm ở cánh đồng phía đông, một phần của Thành phố Giza. Ngôi mộ là một phần của mastaba đôi được xây dựng cho Nefertkau và chồng bà là Khufukhaf I. Theo Reisner, việc xây dựng lăng mộ sẽ bắt đầu từ năm 17-24 của triều đại Khufu.
Nefertkau được miêu tả trong hội trường và sảnh bên trong của mastaba. Những mảnh chữ khắc vẫn còn hiển thị Khufukhaf I đã được miêu tả nhiều lần trong nhà nguyện của bà. Wetka - con trai bà được miêu tả ít nhất một lần.
Nefertkau được chôn trong buồng G 7130 B. Buồng này chứa các mảnh của một chiếc quách bằng đá granit đỏ. Phòng chôn cất đã được tái sử dụng trong thời Ptolemaic. Khi được khai quật, một buồng đã được tìm thấy dẫn đến ngôi đền của Isis gần đó và bức tượng shabtis được tìm thấy trên sàn nhà.